# Clyde McPhatter
Clyde McPhatter (Durham, 1931. november 15. – Bronx, 1972. június 13.) amerikai rhythm and blues, soul,  rock and roll előadó. A Billy Ward and his Dominoes, aztán The Drifters tagja; később szólóénekes lett.

## Pályakép
A korai rhyhm and blues egyik legfontosabb és legsikeresebb csapata volt a Drifters. Drifters-sztori a The Dominoes együttessel kezdődött. Ebben volt énekes Clyde McPhatter különleges tenor hangjával. 1953-ban jött létre a Drifters.  Első sikerük a Money Honey volt. 1954-ben a rhythm and blues lista élérw került a Honey Love. 1955-ben az Adorable, 1957-ben a There Goes My Baby, 1960-ban a Save The Last Dance for Me folytatta a sikersorozatot.

## Albumok
Clyde McPhatter & The Drifters (1956)

Rock’n’Roll (1957)

Save The Last Dance for Me (1962)

Up on The Roof: The Very Best of Drifters (1963)

Under The Boardwalk (1964)

The Good Life With The Drifters (1965)

Where The Music’s Playing (1966)

The Drifters Now (1973)

The Drifters Story (1975)

Save the Last Dance for Me (collection – 1982)

Some Kind of Wonderful (1987)

All Time Greatest Hits & More (1988)

Lett he Boogie-Woogie Roll: Greatest Hots 1953-1958 (1988)

Anthology One, Three, Five (1996)

High Profile (2000)

The Drifters and Ben E. King Meets the Coasters (2003)

The First Taste of Love: B. B. King & The Drifters (2011)

### Listavezető kislemezek
- Money Honey (1953)
- Honey Love (954)
- Adorable (1955)
- There goes My Baby (1957)
- Save the Last Dance for Me (1960)

## Díjak
- Rock and Roll Hall of Fame